# Manon Bresch
Manon Bresch, nascida 4 de janeiro de 1988 em Paris, é uma atriz franco-camaronesa.
Ela é conhecida na França por seu papel como Thérèse na série Plus belle la vie. Seu agente é Gonzalve Leclerc.

## Biografia
Manon Bresch é de origem francesa e camaronesa, e já visitou o Camarões durante as férias. Ela frequentou a escola de teatro Cours Florent em Paris durante doze anos, enquanto continuava seus estudos. Manon estreou no cinema em 2012, com um pequeno papel em Les Papas du dimanche.
Na televisão, começou a interpretar Yasmine, amiga íntima de Salomé, na série Clem em 2015. Em setembro de 2015, Manon foi escalada como Thérèse Marci, filha adotiva de Thomas e Gabriel, na novela Plus belle la vie; o seu papel mais destacado. Ela permaneceria na série de 2015 a 2019, sendo substituída por outra atriz, Léa Kerel. A atriz que originalmente interpretou a personagem, Tia Diagne, saiu em busca de outras oportunidades de atuação. Em 2017, Bresch interpretou Charlotte Castillon, uma jovem corredora que é inexplicavelmente assassinada à vista de todos, no filme para TV Noir enigma. Em 2019, ela estrelou como Luisa, uma estudante com habilidades em vodu em Mortel, uma série de TV sobrenatural de mistério e assassinato. Em 2020, ela interpretou Sirley, uma estudante problemática da Guiana Francesa, em Maledetta primavera. O nome de sua personagem é também o título do romance, da própria Amoruso, no qual o filme se baseia, além do título internacional do filme.
Em 2023, Manon estrelou ao lado das atrizes de cinema francesas Mélanie Laurent, Adèle Exarchopoulos e Isabelle Adjani no filme Voleuses, da Netflix. O filme foi baseado na banda desenhada francesa A Grande Odalisca e foi o mais assistido na plataforma na primeira semana de lançamento. De 1º de novembro a 5 de novembro de 2023, o filme teve 18,5 milhões de visualizações e 35,7 milhões de horas de visualização acumuladas ao redor do globo. Na estréia, Voleuses esteve entre os 10 melhores filmes da Netflix em 86 países; tendo sucesso particular na América do Sul. Sua personagem é a exímia piloto de fuga Sam, que é recrutada pelas ladras Carole (Mélanie Laurent) e Alex (Adèle Exarchopoulos) para executar o roubo da obra de arte A Grande Odalisca.
Manon, uma comediante, se disse muito excitada pelo papel e que fez suas cenas de ação, do início ao fim, "como um homem". Ela relatou uma ótima relação com as outras duas protagonistas, mais experientes, dizendo que Adèle a tranquilizou muito e que Mélanie a tratou de forma maternal, e que ela é conhecida por dar muito lugar às mulheres em seu trabalho; Mélanie até mesmo lhe emprestara as chaves de sua casa em Belle-Île-en-Mer, durante dois meses, para que ela pudesse treinar. Apesar das "energias" das duas serem contrárias, Mélanie "canalizou" as energias de Manon e acalmou "suas turbulências".
Ainda em 2023, Manon filmou o drama histórico Celui qui soigne Muganga ("Aquele que cura Muganga", em tradução livre) de Marie-Hélène Roux, e que será lançado em 2024, uma produção franco-belga-gabonesa que conta o quotidiano de Denis Mukwege, médico congolês e vencedor do Prémio Nobel da Paz, que tratou milhares de mulheres vítimas de estupro como arma de guerra nas Guerras Civis do Congo.

## Vida privada
A atriz praticou judô e tênis e fez dança contemporânea. Segundo seus amigos, é uma ótima cozinheira. A atriz é pouco ativa nas redes sociais, usando suas contas de forma profissional e postando apenas ocasionalmente. No Instagram, a atriz não é muito ativa, mostrando apenas algumas fotos. Suas publicações são diversas e não focadas em um assunto específico. A atriz não tem conta no Twitter e não atua no Facebook desde 2019.
Na política, Manon é uma mulher engajada e é uma das sócias honorárias da Fundação em Memória da Escravidão, apoiada pela política Christiane Taubira. Da mesma forma, Manon contribui para os projetos da Joie de vivre, uma associação destinada a ajudar crianças nos Camarões. É também madrinha da Associação Regional “Ajuda às Pessoas com Deficiência Motora” (em francês:  Association Régionale “l’Aide aux Handicapés Moteurs“, ARAHM), na sua região de Alsácia-Champagne-Ardenne-Lorraine. Em 2021, tornou-se embaixadora da marca de relógios Breitling France.

## Filmografia

### Longas-metragens
- 2012: Les Papas du dimanche de Louis Becker, no papel de uma criança
- 2016: C'est quoi cette famille ?! de Gabriel Julien-Laferrière, como a namorada do Oscar
- 2020: La Troisième Guerre de Giovanni Aloï, como Jenny
- 2021: Maledetta primavera de Élisa Amoruso, como Sirley
- 2023: Une zone à défendre de Romain Cogitore, como Fred
- 2023: Voleuses de Mélanie Laurent, como Sam

### Curtas-metragens
- 2018: Je sors acheter des cigarettes de Osman Cerfon, como Louise
- 2023: les cœurs en chien de Léo Fontaine, como Océane

### Televisão
- 2015 - 2018: Clem de Emmanuelle Rey Magnan e Pascal Fontanille, como Yasmim
- 2015 - 2019: Plus belle la vie de Hubert Besson, como Teresa Marci #2
- 2015: Noir enigma de Manuel Boursinhac, como Charlotte Castillon[19][20]
- 2017: Des jours meilleurs de Frank Bellocq, como Cindy
- 2017: La Stagiaire de Isabel Sebastian e Laurent Burton, como Aminata Diakhaté
- 2018: Le Jour où j'ai brûlé mon cœur de Christophe Lamotte, como Clara
- 2019: Les Grands de Vianney Lebasque e Joris Morio, como Maia
- 2019 - 2021: Mortel de Frederic Garcia, como Luisa "Makokote" Manjimbe
- 2020: Baron Noir de Ziad Doueiri e Antoine Chevrollier, como Lucie
- 2021: Lama'scarade: Luisa (voz)
- 2022: Détox de Marie Jardillier, como Lilou, uma "Instagrammer"

### Clipe
- 2018: Leticia de Jazzy Bazz, como Leticia